# Diagnosis del karma
Diagnosis del Karma (Diagnóstico del Karma, en ruso: Диагностика кармы) es la primera serie de libros del autor ruso Serguéi Nikoláyevich Lázarev (en ruso: Сергей Николаевич Лазарев), escritor, parapsicólogo, experto en bioenergética y filósofo. La novedad de sus trabajos se basa en la aproximación de las visiones teocéntrica y científica del Mundo. De ahí el nombre de la serie de libros (diagnóstico y karma). Actuando sobre una de las parte de este sistema podemos modificar otros elementos, ya que todo en el Universo está relacionado entre sí.
Las investigaciones de S. N. Lazarev tienen miles de seguidores en Rusia, en Alemania, Polonia, Rumanía, Hungría y España.
El primer libro de la serie El sistema de la autorregulación de campo fue escrito en el 1993, y traducido al español en el 2010. 
La serie 'Diagnosis del karma' contiene 12 volúmenes:
- Libro uno: “El sistema de autorregulación de campo” ISBN 978-3-941622-11-1,[2]
- Libro dos: “Karma Pura”,
- Libro tres: “Amor”,
- Libro cuatro: ”El Encuentro con Futuro”,
- Libro cinco: “Preguntas y Respuestas”,
- Libro seis: “Escalones hacía la Divinidad”,
- Libro siete: “Superación de la Felicidad Sensual”,
- Libro ocho: “Diálogo con el Lector”,
- Libro nueve: “Manual de Supervivencia”,
- Libro diez: “Continuación del Diálogo”,
- Libro once: “Fin del Diálogo”,
- Libro doce: “La vida como un batir de alas de mariposa”.

En un principio, el autor ofrece una temática más cercana al esoterismo, debido a su práctica con bioenergías humanas, pero posteriormente llega a una visión filosófica del Mundo, basada en el equilibrio entre la espiritualidad y materialismo, la sub-consciente y la consciente, la religión y la ciencia, una visión global en la que todos los elementos del Universo interactúan, nacen y mueren para dar el amor, que es el fin último y algo que da sentido a todas las cosas.
En estos momentos, lleva más de 35 años de investigaciones, y ofrece los resultados de sus investigaciones en forma de relatos (Capítulo 1), en los que ofrece ejemplos de vida de las personas reales y de cómo llega a cambiarse el destino y carácter de las personas después de conocer y aplicar el Sistema de Lazarev, llegando haber casos de supuestas curaciones de cáncer y otras enfermedades crónicas y terminales. Algunos tomos se basan exclusivamente en las cartas o llamadas telefónicas recibidas de los pacientes suyos, en las que el autor trabaja con los síntomas de las enfermedades, realizando sus consultas a distancia. Las investigaciones son estudios longitudinales durante la vida de las personas, que acuden a la consulta.
Los libros de S.N.Lazarev han alcanzado una gran popularidad desde los años 90 del siglo XX en Rusia y los países de la antigua URSS, debido a que los libros esotéricos empezaron a tener la demanda muy alta, al estar censurados por el régimen soviético hasta entonces. 
El artículo de Isabella Herránz en la revista Más allá de la ciencia nos habla de forma más cercana al público español sobre las investigaciones de S.N. Lazarev Más allá de la ciencia, ed. (feb/2011). «¿Se puede cambiar el karma?» (revista). artículo. Archivado desde el original el 27 de junio de 2012.